# كينيث كاري
كينيث كاري (بالإنجليزية: Kenneth Carey)‏ هو متسابق يخت أمريكي، ولد في 7 أغسطس 1893 في Wilmington, Los Angeles ‏ في الولايات المتحدة، وتوفي في 4 يناير 1981 في لوس أنجلوس في الولايات المتحدة.

## وصلات خارجية
- كينيث كاري على موقع الاتحاد الدولي للملاحة الشراعية (موقع جديد) (الإنجليزية)
- كينيث كاري على موقع الاتحاد الدولي للملاحة الشراعية (موقع قديم) (الإنجليزية)
- كينيث كاري على موقع اللجنة الأولمبية الدولية (الإنجليزية)
- كينيث كاري على موقع أوليمبيديا (الإنجليزية)